# Панкластит
Панкластит (фр. Panclastite) — жидкая взрывчатая смесь, состоящая из тетраоксида диазота N2O4 в качестве окислителя, и различных горючих веществ.  Предложена и запатентована Ф. А. Турпеном во Франции в 1881 году. Относится к более общему классу так называемых взрывчатых веществ Шпренгеля, содержащих в качестве окислителя азотную кислоту или различные окислы азота.

## Разновидности и характеристики

### Первоначальный состав Турпена
Первоначальный и наиболее известный панкластит состоит из 64,3 % (по массе) сероуглерода CS2 и 35,7 % тетраоксида диазота.  Плотность 1,28 кг/л. 
Уравнение химической реакции при взрыве:
2CS2 + 3N2O4 = 2CO2 + 4SO2 + 3N2
Относительная удельная работа взрыва 6455 единиц (ТНТ — 8910 единиц). Температура взрыва 3731 К (ТНТ в тех же условиях — 3423 К). Данные об удельном объёме газообразных продуктов взрыва различны: 601,6 л/кг ;
459 л/кг при 760 мм рт.ст. и 0 °C .
Тест в бомбе Трауцля 330 см³ (пикриновая кислота — 305 см³) . Бризантность 3,3 мм (пикриновая кислота – 3,05 мм).
Преимуществами состава на период его разработки являлись невысокая стоимость, высокие плотность и энергия взрыва, а также отсутствие твёрдых продуктов взрыва. Компоненты панкластита являются опасными и вредными веществами, но по отдельности не взрываются, это позволяло безопасно транспортировать их и смешивать непосредственно в месте применения. Из-за высокой коррозионной активности тетраоксида диазота хранение и транспортировка его должны осуществляться в специальной таре.  Приготовленная смесь обладает высокой чувствительностью к механическим воздействиям.
Для снижения чувствительности и удобства в обращении Турпен предлагал также насыщать готовой смесью пористые поглотители типа кизельгура (так называемый гур-панкластит). 

### Другие составы
- состав с бензолом: 81,8 % (по массе) жидкого тетраоксида диазота и 18,2 % бензола. Уравнение химической реакции:

C6H6 + 3N2O4  = 3CO2 + 3CO + 3H2O + 3N2
- состав с нитробензолом: 69,8% (по массе) жидкого тетраоксида диазота и 30,2% нитробензола. Уравнение химической реакции:

8C6H5NO2 + 25N2O4 = 48CO2 + 20H2O + 29N2
Плотность 1,38 г/см³, теплота взрыва 1777 кал/г, скорость детонации 8000 м/с. Бризантность 5,05 мм (нитроглицерин в тех же условиях — 4,9 мм). Тест в бомбе Трауцля  — 505 см³ (нитроглицерин — 490 см³). По другим данным, скорость детонации смеси 65 % тетраоксида диазота и 35% нитробензола 7650 м/с.
- состав со смесью нитробензола и сероуглерода: 68% (по массе) тетраоксида диазота и 32% смеси нитробензола и сероуглерода в соотношении 65:35 по массе. Бризантность 4,3 мм, тест в бомбе Трауцля 432 см³[2].

## Применение
Различные виды панкластитов применялись в горном деле в конце XIX-го века, но были быстро вытеснены более удобными и безопасными динамитами и другими взрывчатыми составами.
В 1880-х панкластит испытывался как состав для морских торпед Германского военно-морского флота. Компоненты состава, сероуглерод и тетраоксид диазота, помещались в головной части торпеды в отдельных стеклянных сосудах. При пуске торпеды сосуды разбивались, компоненты смешивались и подрывались при достижении цели взрывателем инерционного действия. Результаты испытаний были положительные, но на вооружение состав принят не был из-за высокой опасности нежелательных взрывов при повреждении стеклянных сосудов. 
Во время Первой мировой войны из-за острой нехватки штатных взрывчатых веществ промышленного производства, панкластиты снова нашли широкое применение, в первую очередь, в авиабомбах. Французская армия  применяла панкластит под названием «Анилит» в бомбах специальной конструкции с раздельным размещением компонентов. В итальянской армии использовался состав бензол + Тетраоксид диазота. В 1921 году в Бродио был произведён крупный взрыв с помощью этого состава (примерно 4500 кг тетраоксида диазота и 1500 кг бензола) .
В период 2-й мировой войны панкластиты вновь нашли применение, некоторые британские тяжёлые авиабомбы снаряжались составом «анилит». После 2-й мировой войны термин «анилит» распространился на все составы, содержащие тетраоксид диазота.